# Чепалони
Чепалони је насеље у Италији у округу Беневенто, региону Кампанија.
Према процени из 2011. у насељу је живело 500 становника. Насеље се налази на надморској висини од 342 м.

## Становништво
Према резултатима пописа становништва 2011. у општини је живело 3.375 становника.
| 1951. | 1961. | 1971. | 1981. | 1991. | 2001. | 2011. |
| ----- | ----- | ----- | ----- | ----- | ----- | ----- |
| 5.563 | 4.277 | 3.318 | 3.201 | 3.435 | 3.402 | 3.375 |